# Вымирающие виды
Вымирающие виды (англ. Endangered species, EN) — биологические виды, которые подвержены угрозе вымирания из-за своей критически малой численности либо воздействия определенных факторов окружающей среды.

График основан на математической модели Эдварда Уилсона и других, связывающей исчезновение видов с утерей мест обитания

Вымирающий вид — обычно таксономический вид, но может быть и другой эволюционно значимой единицей, например подвидом. Международный союз охраны природы определяет долю вымирающих видов как 40 % всех организмов, основанных на разнообразии видов, известных до 2006 года. (Примечание: МСОП собирает данные обо всех видах, подверженных угрозе вымирания в той или иной степени).
Ранее об этом люди практически не беспокоились, убивая столько животных, сколько нужно было для пищи, шкур и массы других ресурсов, получаемых из животных. С разрастанием населения и торговли количество возрастало, что не раз приводило к вымиранию некоторых видов. Лишь к середине XVI века люди стали беспокоиться о том, что порой охотничьи угодья пустуют, и именно тогда начали вводиться первые ограничения на охоту. Однако такой запрет преследует другую цель — продолжение охоты после восстановления численности зверя. А первые же запреты, запрещающие охоту и иное истребление животных, родились и вовсе не раньше конца XIX века, когда даже в самой Европе начали исчезать некоторые виды — почти вымерли зубры, ещё в 1627 году исчез тур, и исчезал тарпан, который вымер в 1918 году.
Во многих странах есть законы, обеспечивающие защиту этим видам: например, запрет на охоту, ограничение освоения земель или создание заповедников. Фактически лишь немногие виды, подверженные угрозе вымирания, получают юридическую защиту. Большинство видов вымирают либо потенциально вымрут, так и не получив отклика в обществе.
Большое количество видов, вымерших в течение прошлых 150 лет, является причиной для беспокойства. Текущие темпы вымирания в 10—100 раз выше, чем в любой из предыдущих периодов массового вымирания в истории Земли. Если эти темпы вымирания сохранятся или ускорятся, то число вымирающих видов в следующее десятилетие можно будет исчислить в миллионах. В то время как большинство людей с готовностью откликается на угрозу вымирания отдельных млекопитающих или птиц, самой значительной экологической проблемой является угроза стабильности целых экосистем, при условии, что ключевые виды исчезают на каком-нибудь уровне цепи питания.

## Проблемы вымирания

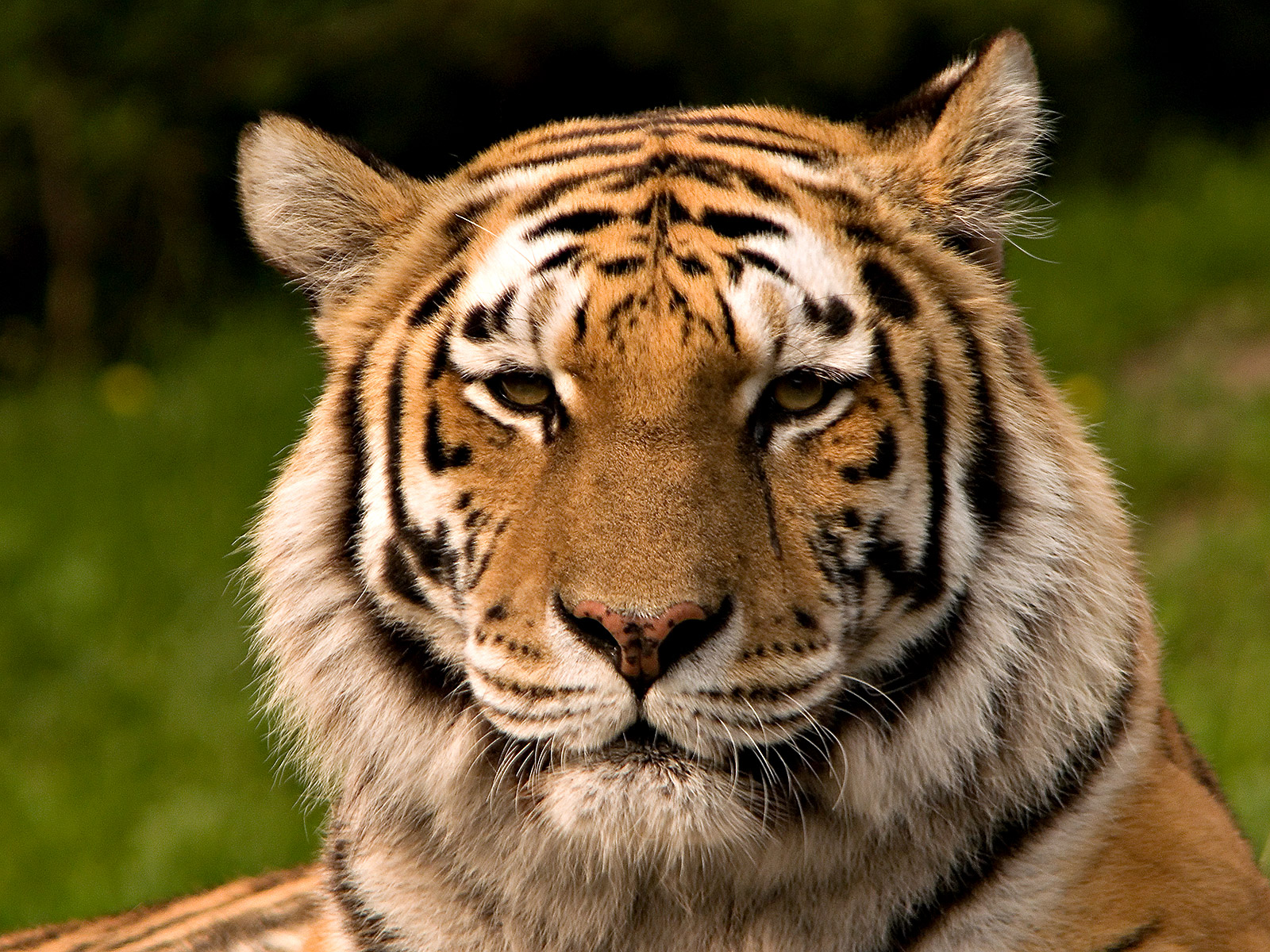
Амурский тигр, подвид тигра. Тигры — вымирающие животные, а амурский тигр больше не подвержен критической угрозе

Четыре причины для беспокойства о вымирании:
1. исчезновение видов как биологических сущностей;
2. дестабилизация экосистем;
3. угроза другим видам;
4. потеря незаменимого генетического материала.

Исчезновение видов является важнейшим фактором и как уменьшение богатства природы, и как моральная проблема для тех, кто верит, что люди обязаны сохранять естественную окружающую среду (также как и для тех, кто полагает, что виды животных имеют юридические права).
Дестабилизация становится хорошо понятной, когда звено цепи питания исчезает из экосистемы. Когда один вид исчезает, очень часто возникают популяционные изменения численности во вторичных видах. Может возникнуть ситуация, когда экосистема изменится заметно и необратимо.
Четвёртая причина является более тонкой, но, возможно, это самый важный пункт для человечества. Каждая разновидность несёт уникальный генетический материал в своей ДНК и производит уникальные химические соединения согласно генетическим инструкциям, заложенным в них. Например, в долинах центрального Китая, произрастает сладкая полынь, папоротникообразное растение, которое является единственным источником артемизинина — препарата, который почти на 100 процентов эффективен против малярии (Jonietz, 2006). Если бы это растение исчезло, то контроль над малярией — даже сегодня страшной болезнью — уменьшился бы. Есть множество других примеров химических соединений, уникальных для определённых видов. Число ещё не открытых соединений, которые могут исчезнуть в результате вымирания видов, не может быть определено, но это причина, вызывающая много споров, и, без сомнения, весьма важна.
Хотя вымирание может быть природным результатом естественного отбора (пример, массовое вымирание видов в голоцене), однако современный период вымирания уникален. Предыдущие периоды были вызваны физическими причинами, такими как столкновение с небесными телами, движение тектонических плит, высокая вулканическая активность, изменение климата. Текущий период вымирания вызван людьми и начался приблизительно 100 000 лет назад с расселением людей по планете. Входя в контакт с новыми для них экосистемами, которые прежде никогда не испытывали человеческого присутствия, люди разрушали экологический баланс, охотясь, разрушая среду обитания и разнося болезни. Период от 100 000 лет назад до 10 000 лет назад назван «первой фазой» шестого периода вымирания
Вторая фаза периода началась приблизительно 10 000 лет назад с появлением сельского хозяйства. Люди начали процесс одомашнивания животных. Таким образом, люди стали первым видом, способным жить, при этом заметно изменяя исторически сложившиеся экосистемы.  Обладая способностью жить за пределами местной экосистемы, люди были свободны от ограничений максимальной численности популяции и перенаселяли их, создавая большие напряжения для окружающей среды и производя разрушительные действия, необходимые для ещё большего прироста населения. Сегодня, эти действия включают сведение тропических лесов, уничтожение коралловых рифов, другие разрушения сред обитания (например, связанные с повседневным использованием автомобилей) чрезмерную эксплуатацию видов, ввоз чужих, нехарактерных видов в экосистемы, загрязнение почвы, парниковый эффект.
Иногда исчезание видов происходит за считанные десятилетия — например, Стеллерова корова из-за хищнической охоты на вкусное мясо полностью исчезла менее чем за тридцать лет.

## Охранный статус
Охранный статус вида является индикатором достоверности того, что данный вид продолжит своё существование в будущем. При присвоении категорий охранного статуса во внимание берутся много факторов: не только количество существующих представителей вида, но также и тенденции изменения численности (сокращение или увеличение), степень успешности размножения, нормальное количество особей данного вида в экосистемах, где он живёт, известные факторы опасности, а также факторы, которые способствуют выживанию вида, и тому подобное.

### Красная книга МСОП

Вымирающие виды в Красной книге МСОП относятся к специфической категории «видов, находящихся под угрозой», а также могут быть частью категории «подверженные критической опасности».

Наиболее всесторонней справочной системой по вопросу охранного статуса видов на Земле является Красная книга МСОП. В ней с учётом как вышеупомянутых общих факторов, так и индивидуальных особенностей, характерных для каждого вида, виды распределены на 9 категорий:
- Исчезнувший (Extinct, EX) — вид, который исчез после смерти последнего животного данного вида и особей которых на момент исчезновения не было в неволе. Сюда не относятся животные, вымершие по различным причинам до 1500 года (как, например, динозавры).
- Исчезнувший в дикой природе (Extinct in the Wild, EW) — вид, полностью истреблённый в дикой природе, но сохранённый в неволе.
- Находится под критической угрозой (Critically Endangered, CR) — виды, количество особей которых в природе не превышает нескольких сотен.
- Вымирающие виды (Endangered, EN) — вид, количество особей которого довольно велико, но в силу определённых причин ещё нельзя сказать, что он не исчезнет в течение нескольких лет.
- Уязвимый (Vulnerable, VU) — многочисленный вид, который, однако, в силу причин (например, вырубки леса) всё ещё в опасности.
- Близкие к уязвимому положению (Near Threatened, NT) — вид, который практически стоек, но ещё не в безопасности
- Вызывающие наименьшие опасения (Least Concern, LC) — вид, который настолько многочислен, что сомнительно, что он самостоятельно попадёт под угрозу вымирания через десятки лет. С 2009 года к этому классу причислены люди.
- Сведения недостаточны (Data Deficient, DD) — виды, численность которых неясна.
- Неисследованный (Not Evaluated, NE) — виды, сведения о которых не позволяют даже приблизительно определить угрозу их существования.

К списку исчезнувших видов относят те из них, которые исчезли после 1500 года. Ранее европейцы практически не могли их встретить из-за того, что не была открыта Америка и Австралия, а также в силу того, что чаще всего животные умирали от иных, природных причин. Кроме того, до той эпохи не существовало браконьерства — в силу обилия животных, несмотря на отсутствия каких бы на то ни было ограничений в охоте, а также неразвитой структуре и слабым оружием, даже ценным промысловым видам удавалось выживать без особого труда.
Ещё одной системой классификации видов, которые находятся под угрозой, является классификация CITES (Convention on International Trade in Endangered Species of Wild Fauna and Flora), разработанная для предотвращения международной торговли видами в форме, которая может угрожать их существованию.

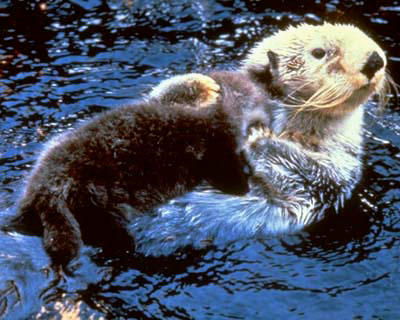
Калан (Enhydra lutris)
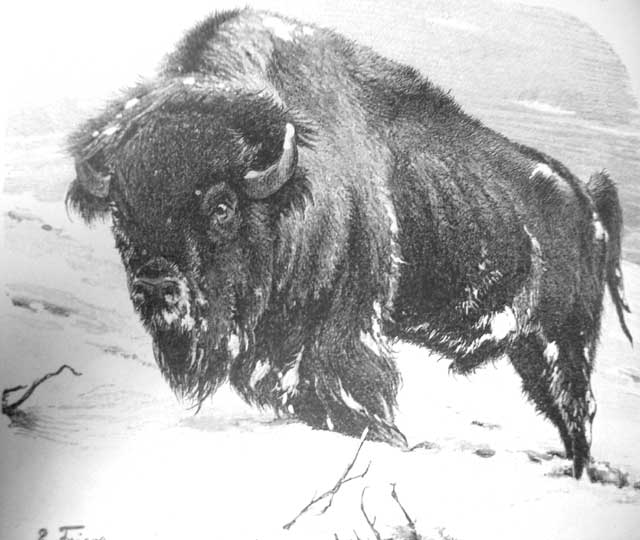
Американский бизон (Bison bison)
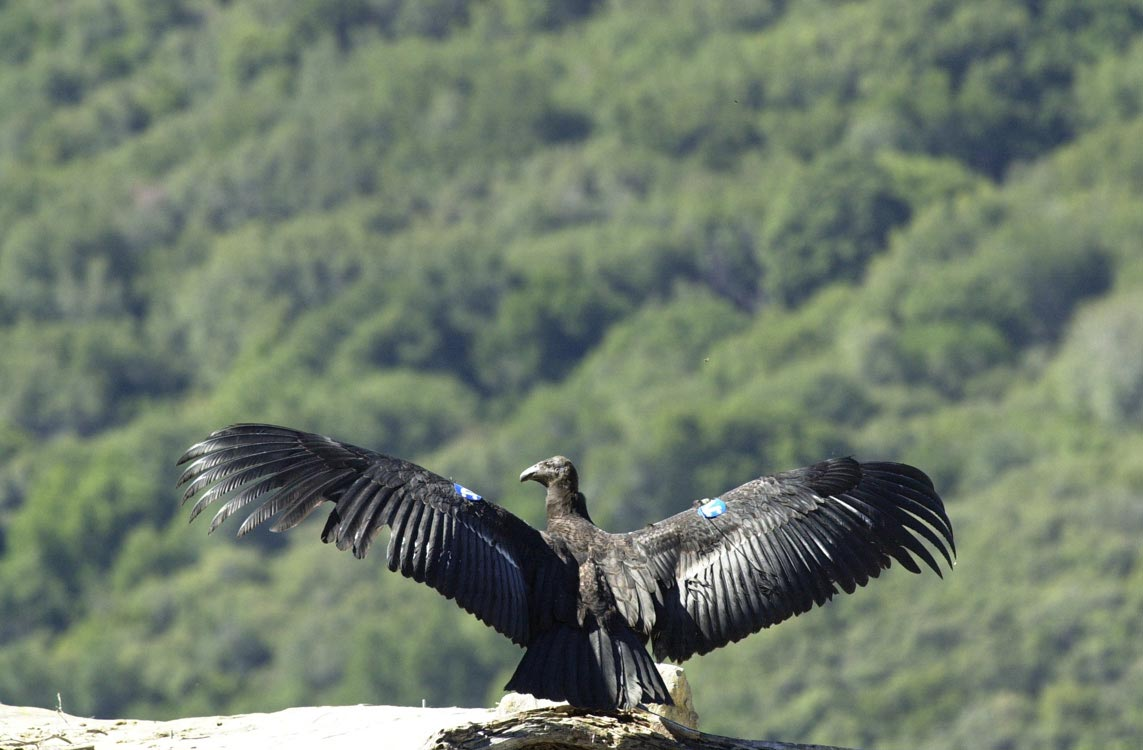
Калифорнийский кондор (Gymnogyps californianus)
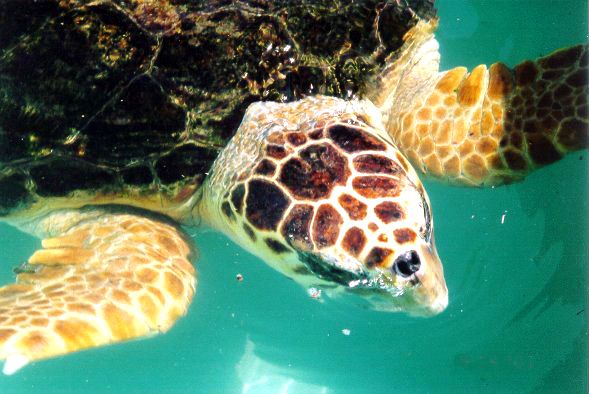
Логгерхед (Caretta caretta)
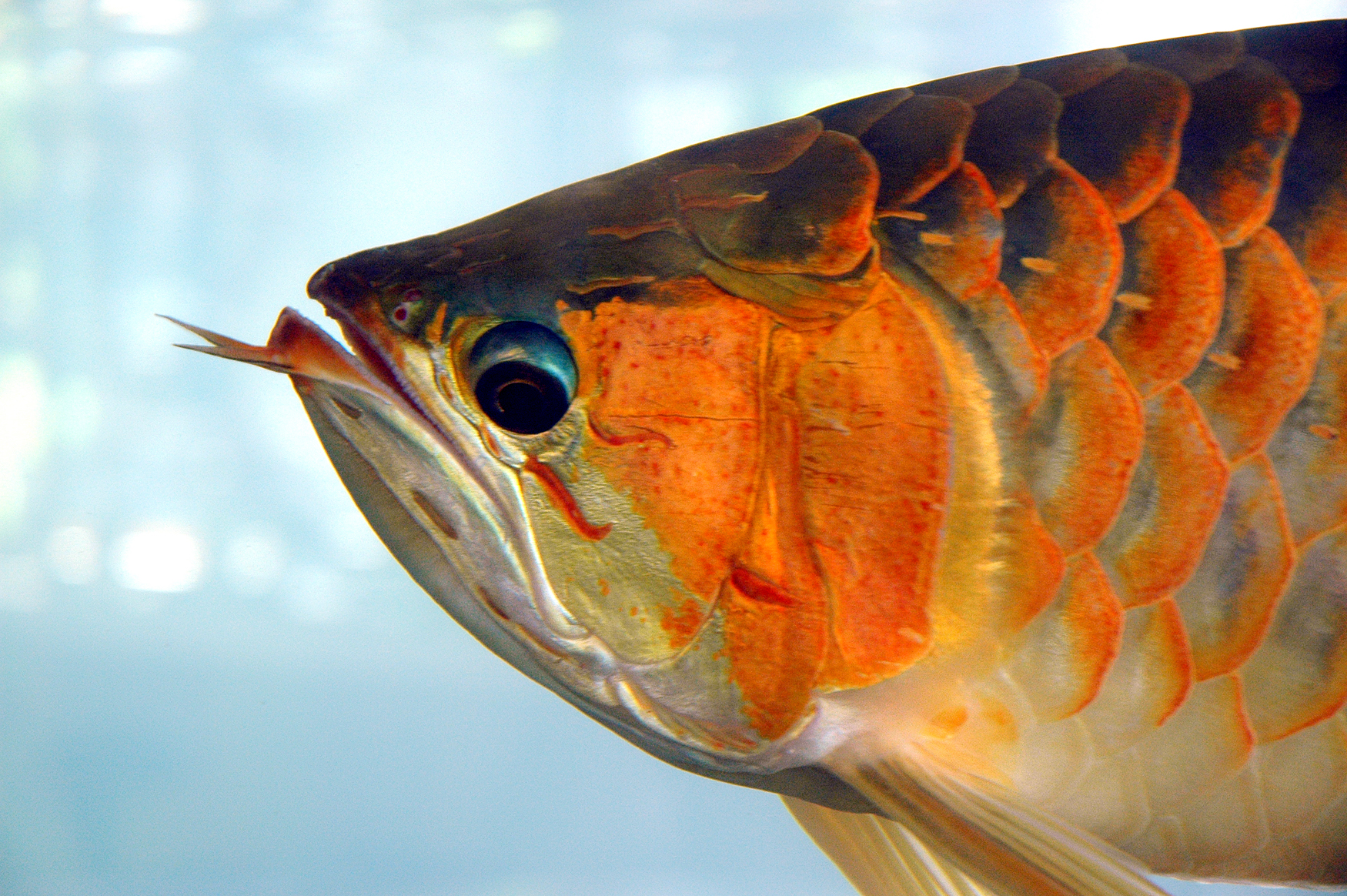
Малайзийский склеропагес (Scleropages formosus)

## Охрана видов
Чаще всего для охраны видов, в случае их небольшого ареала, предпринимается постройка специальных территорий трёх типов — заказник, заповедник или национальный парк. Заказник запрещает охоту в определённые сроки и предназначен для восстановления популяции животных после охоты. Проникновение человека туда свободно, но загрязнять там природу и вырубать леса запрещается. Заповедник запрещает охоту круглый год, в нём не должны быть построены никакие здания, в нём запрещена вырубка лесов и загрязнение природы, а также туда имеют доступ лишь учёные. Национальный парк разрешает допуск туристов и иных посетителей, но также запрещает охоту, загрязнение природы, вырубку лесов и постройку жилых зданий, хотя разрешены административные. Размеры у них могут быть разные, причём иногда их границы могут соприкасаться, что может создавать неудобства в охране одного и того же вида, но в разных учреждениях. Для видов, вымерших в природе, но сохранившихся в неволе, существуют специальные питомники, в которых животным дают жить. Кроме того, иногда в этих питомниках животных подготавливают к выпуску в природу, хотя далеко не все такие попытки успешны — в Африке, например, удачна лишь треть таких попыток, причём по отношению к выпуску животных любых видов, вне зависимости от степени исчезновения. При этом для отдельных видов охрана была введена относительно недавно — например, охота на дальневосточного леопарда была запрещена лишь в 1956 году, когда количество особей составляло не более 50, хотя в начале XX века их было приблизительно в три раза больше. Впрочем, с тех пор их количество практически не изменилось. До того их истребляли браконьеры, а также люди, считавшие их вредителями охотхозяйств и владельцы оленьих хозяйств, на которые повадился нападать леопард. Ранее он охранялся заказниками «Барсовый» и «Борисовское плато», а также заповедником «Кедровая Падь», но теперь, после их исчезновения, на их месте готовится национальный парк «Земля леопарда».

## Проблемы охраны
Некоторые законы о вымирающих видах спорны. Типичные области для спора: критерии, применяемые при оценке для помещения вида в список подверженных угрозе вымирания; критерии, используемые для оценки необходимости удаления вида из этого списка, если его популяция восстановилась; необходимо ли ограничение на освоение земель на государственном уровне; нужно выплачивать при этом компенсацию частным землевладельцам; нахождение разумных исключений к законам о защите.
Часто происходит, что будучи внесенным в красную книгу, вид становится ещё более желанным объектом для коллекционеров и браконьеров. Ведь, как известно, «запретный плод сладок». Другой проблемой при внесении вида в красную книгу становится эффект, который заключается в том, что землевладелец, переживающий потерю стоимости своих земель, может предпочесть тихо убить и тем самым избавиться от животных, либо разрушить их среду обитания, таким образом избавляясь от «проблемы» на своих землях.
Зачастую виды вымирают из-за их неправильной охраны, а не из-за того, что они слабо охраняются, хотя охраняются они надёжно. Так, например, вид черепах Rafetus vietnamensis сейчас находится в критическом положении из-за того, что их осталось всего четыре особи. Несмотря на усиленную охрану этих древних видов, не допускающую никакую охоту или браконьерство, их размножение под вопросом. Черепаха мужского пола в озере Хоанкьем считается священной из-за древней вьетнамской легенды, согласно которой восставший против китайского владычества Ле Лой получил меч Тхуантхьен именно у черепахи из этого озера, и после своей победы именно ей же и вернул (отсюда, кстати, и название — Озеро Возвращённого Меча, по-вьетнамски Hồ Hoàn Kiếm), и, соответственно, она в этом вопросе рассматриваться не может. Ещё один самец расположен в другом озере Вьетнама близ Ханоя. Остальные два (самец и единственная во всём мире самка этого вида) находятся в Сучжоу, но, судя по неоплодотворённым яйцам самки, самец уже не фертилен, а, по вьетнамской традиции, которая гласит, что невеста сама должна приезжать к жениху, вьетнамцы не хотят отдавать черепаху Китаю. Самку же не переселяют из-за проблем с отношениями Китая с Вьетнамом, в том числе из-за территориального конфликта (Парасельские острова, острова Спратли и другие). Процесс же забора спермы у черепах слишком тяжёлый и трудоёмкий, и может привести к смерти особи. В силу этих причин пока неизвестно, какая судьба ждёт всех четырёх.
Но зачастую даже при количестве особей, раз в десять большее предыдущего (а, точнее, их количество равняется примерно 40), их ареал значительно меньше — сейчас, например, дальневосточный леопард обитает на территории примерно 400 000 гектаров (4000 квадратных километров), причём по большей части на территории Китая — неизвестно, пересекает ли он границу. Их расселению мешает их нелюбовь к глубокому снегу, в котором лапы хищника вязнут, заболеваемость болезнями вроде лейкемии из-за невысокого генетического разнообразия, являющегося следствием малого количества особей и частых скрещиваний близких родственников семей леопардов, а также вырубка лесов и браконьерство (кости леопарда ценятся в восточной медицине, а их шкура является желанным трофеем), продолжавшееся до относительно недавней поры. Имеются у леопарда и природные враги, например, в виде амурского тигра. Зато на этой территории ведётся усиленная охрана зверей (начатая, впрочем, недавно, поскольку охота на леопарда была запрещена лишь в 1956 году), а часть особей обитает в зоопарке уже с 1961 года. Правда, там между ними часто происходят случайные скрещивания с другим подвидом леопардов, китайским. Впрочем, большинство учёных сходятся во мнении, что даже таких животных вполне можно использовать как потенциальный источник генетического разнообразия для истощённой дикой популяции. Готовятся и специальные питомники, в которых леопардов готовят к природным условиям, хотя специалисты не уверены в успехе такого проекта, а некоторые считают, что усилия лучше направить по защите дикой популяции. На территории обитания леопарда планируют разместить национальный парк «Земля леопарда» площадью 262 000 гектаров, что составляет 60 % площади его нынешнего ареала — создатели стремились охватить как можно большую российскую площадь ареала. Перед этим WWF более десяти лет, с 2001 года, создавал охраняемую структуру на месте разрознённых и независимых друг от друга хозяйств. Сейчас там строится административное здание, туристический комплексы и научных объектов, а также устанавливают примерно шестьдесят фотоловушек. Кроме того, парк будет иметь три вида охранной зоны — абсолютно охраняемая (то есть защищённая от любого воздействия людей, в том числе и научного), доступная для посещения (то есть доступ посетителей туда разрешён) и научная (только для учёных). Раньше же леопарды водились от Хабаровска до окраин Пекина и некоторой части Северной Кореи. Браконьерство строго наказуемо — на российской территории обитания леопарда за его убийство браконьер обязан выплатить штраф в размере 500 000 рублей и может получить до двух лет лишения свободы. Кроме того, за двумя леопардами со спутниковых датчиков на ошейниках ведётся наблюдение передвижения — ранее их было пять, но два вышли из строя, а третий был кем-то убит.